# Quilapayún
Quilapayún és un grup xilé de música d'arrel i cançó protesta, fundat el 1965 i vinculat a altres artistes compromesos com Violeta Parra, Víctor Jara o Inti-Illimani.
Màxims representants de la Nova Cançó Xilena, l'any 1973 el colp d'estat militar a Xile els sorprengué de gira per Europa i els obligà a viure en l'exili fins a la fi de la dictadura militar l'any 1988, després de la qual el col·lectiu en una crisi artística que els separà en dos formacions que reclamaven el nom de Quilapayún.

## Cronologia
Fundat l'hivern de 1965 per Julio Numhauser i els germans Julio i Eduardo Carrasco, la terna trià un nom en mapudungun que significa «tres barbes», per çò com els tres eren barbuts: el seu primer concert tingué lloc en la penya de la Universidad Católica de Valparaíso i, abans d'enregistrar el primer disc homònim el 1966, actuaren en el Primer Festival Nacional de folclor a Viña del Mar; assessorats al començament per Ángel Parra, el seu primer director musical fon Víctor Jara, al qual conegueren a Valparaíso: junts guanyaren el primer Festival de la Nueva Canción Chilena amb la cançó "Plegaria a un labrador" (pregària a un llaurador) el 1969, però el mateix any acabà llur col·laboració. Numhauser, que ja havia deixat el grup el 1967, fon substituït breument per Patricio Castillo i, en acabant, per Carlos Quezada i Willy Odó; al començament de la dècada del 1970, després de l'eixida de Julio Carrasco i la incorporació d'Hernán Gómez i Rodolfo Parada, quedà definida la formació més duradora.
El 1969 adoptaren els ponxos negres com a uniforme, per a exhibir el seu origen popular i l'adscripció al territori andí.

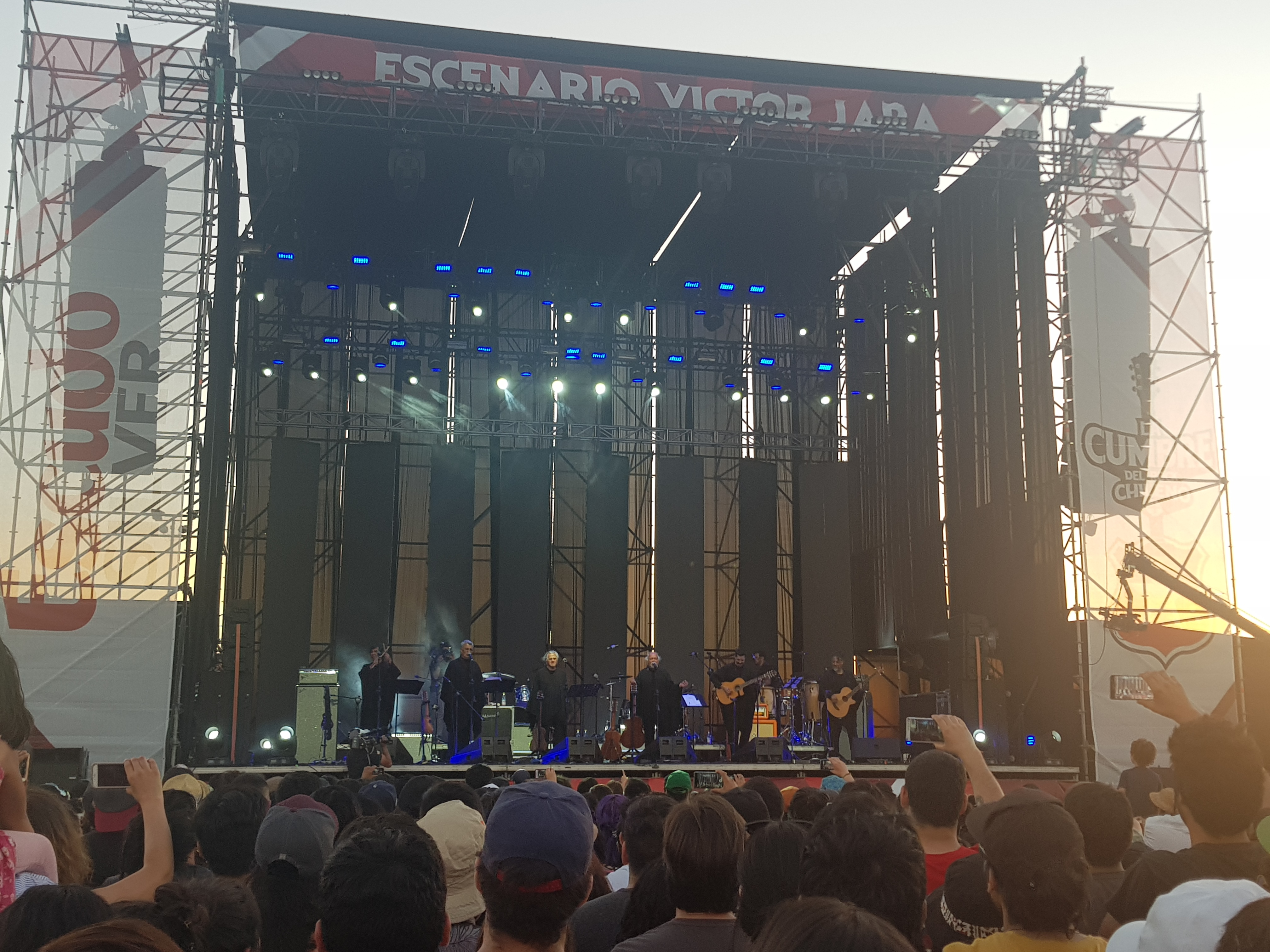
En la Cumbre del Rock Chileno 2018